# Alfie Moon
Alfred William "Alfie" Moon es un personaje ficticio de la serie de televisión británica EastEnders, interpretada por el actor Shane Richie del 21 de noviembre de 2002 hasta el 25 de diciembre de 2005. Shane regresó a la serie el 21 de septiembre de 2010 y se fue el 22 de mayo del 2015, regresó a la serie brevemente del 26 de diciembre del mismo año hasta el 25 de enero del 2016. El 24 de mayo del 2018 regresó a la serie y desde entonces aparece en ella.

## Antecedentes
Sus padres murieron en un accidente automovilístico durante el "Shrove Tuesday". Aunque era joven Alfie se encargó de criar a su hermano menor Spencer y de su abuela Victoria "Nana" Moon. 
Más tarde Alfie pasó tres años en prisión por fraude de tarjetas de crédito después de haberse echado la culpa para salvar a sus primos Jake y Danny, quienes eran los verdaderos responsables.

## Biografía
En navidad del 2013 Kat le revela que está embarazada lo que deja encantado a Alfie.